# Psychidea alba
Psychidea alba is een vlinder uit de familie zakjesdragers (Psychidae). De wetenschappelijke naam van deze soort is voor het eerst geldig gepubliceerd in 1988 door Solanikov.
De soort komt voor in Europa.